# Barembach
Barembach (deutsch Bärenbach) ist eine französische Gemeinde mit 826 Einwohnern (Stand 1. Januar 2021) im Département Bas-Rhin in der Region Grand Est (bis 2015 Elsass). Sie gehört zum Kanton Mutzig.

## Geografie
Der Ort liegt in den Nordvogesen am Ostufer der Bruche, gegenüber der Gemeinde Schirmeck.

## Bevölkerungsentwicklung
| Jahr      | 1962 | 1968 | 1975 | 1982 | 1990 | 1999 | 2006 | 2017 |
| Einwohner | 838  | 842  | 852  | 849  | 872  | 873  | 906  | 874  |

Kirche St. Georg in Barembach
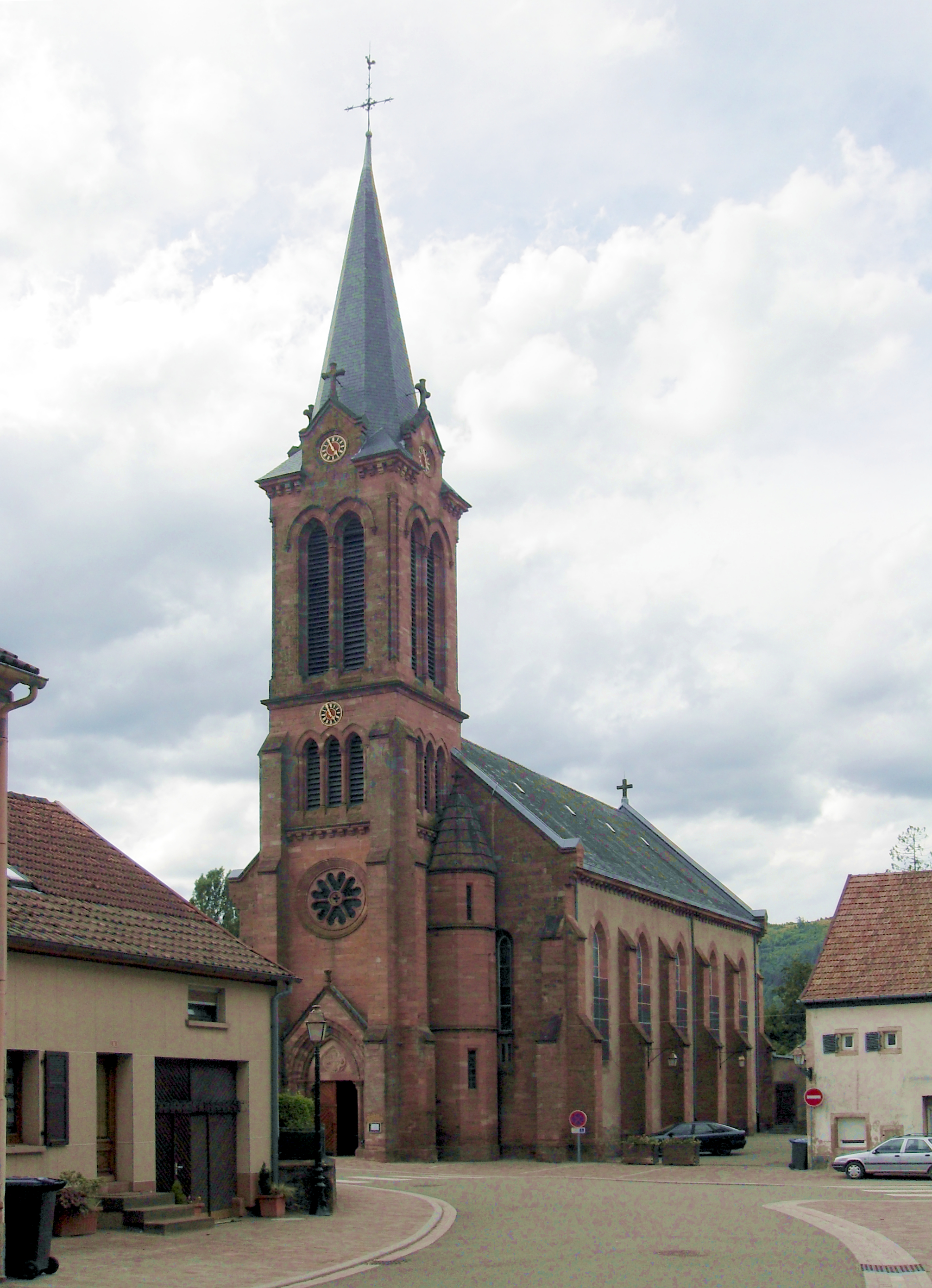
Ostseite
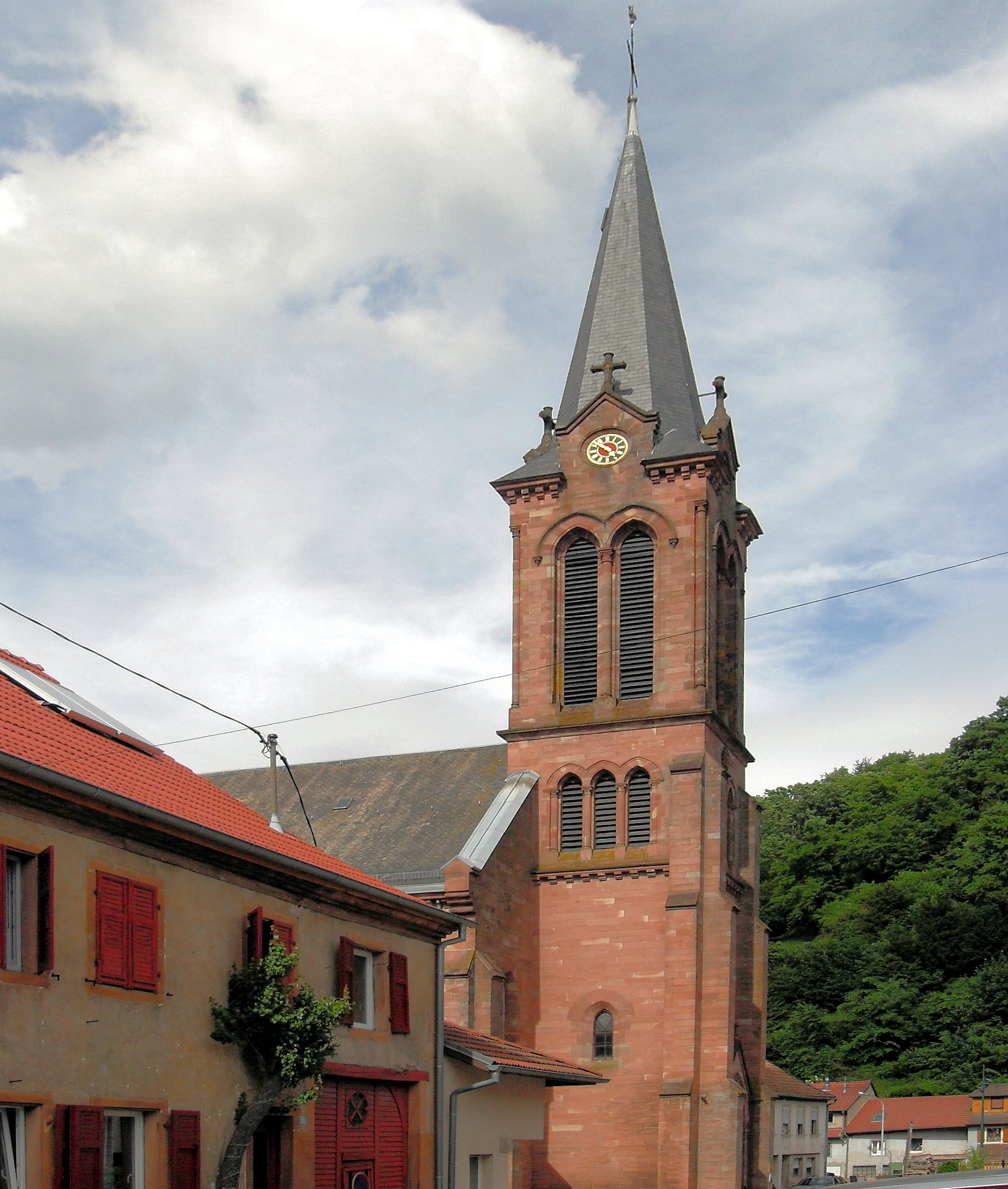
Südwestseite
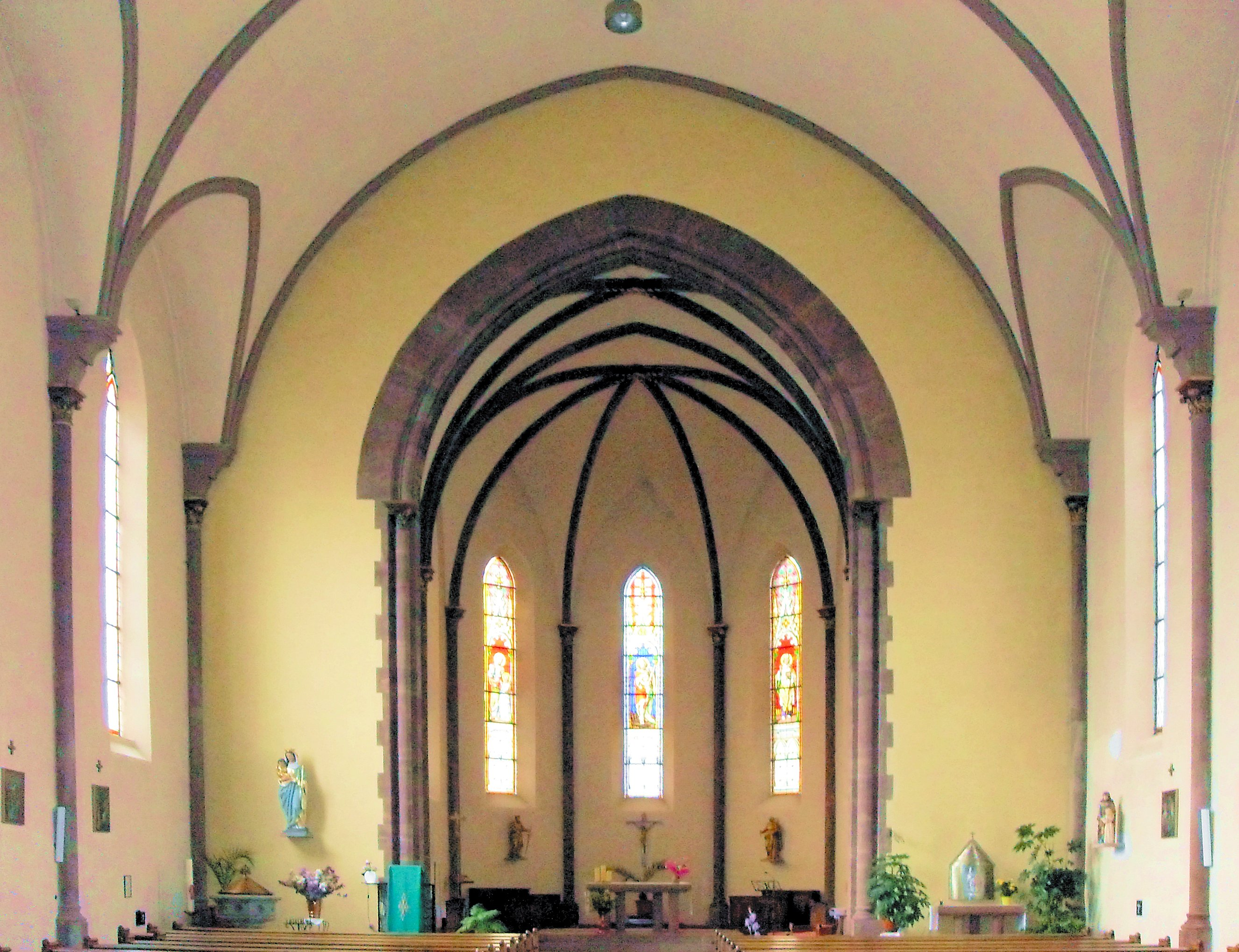
Innenansicht
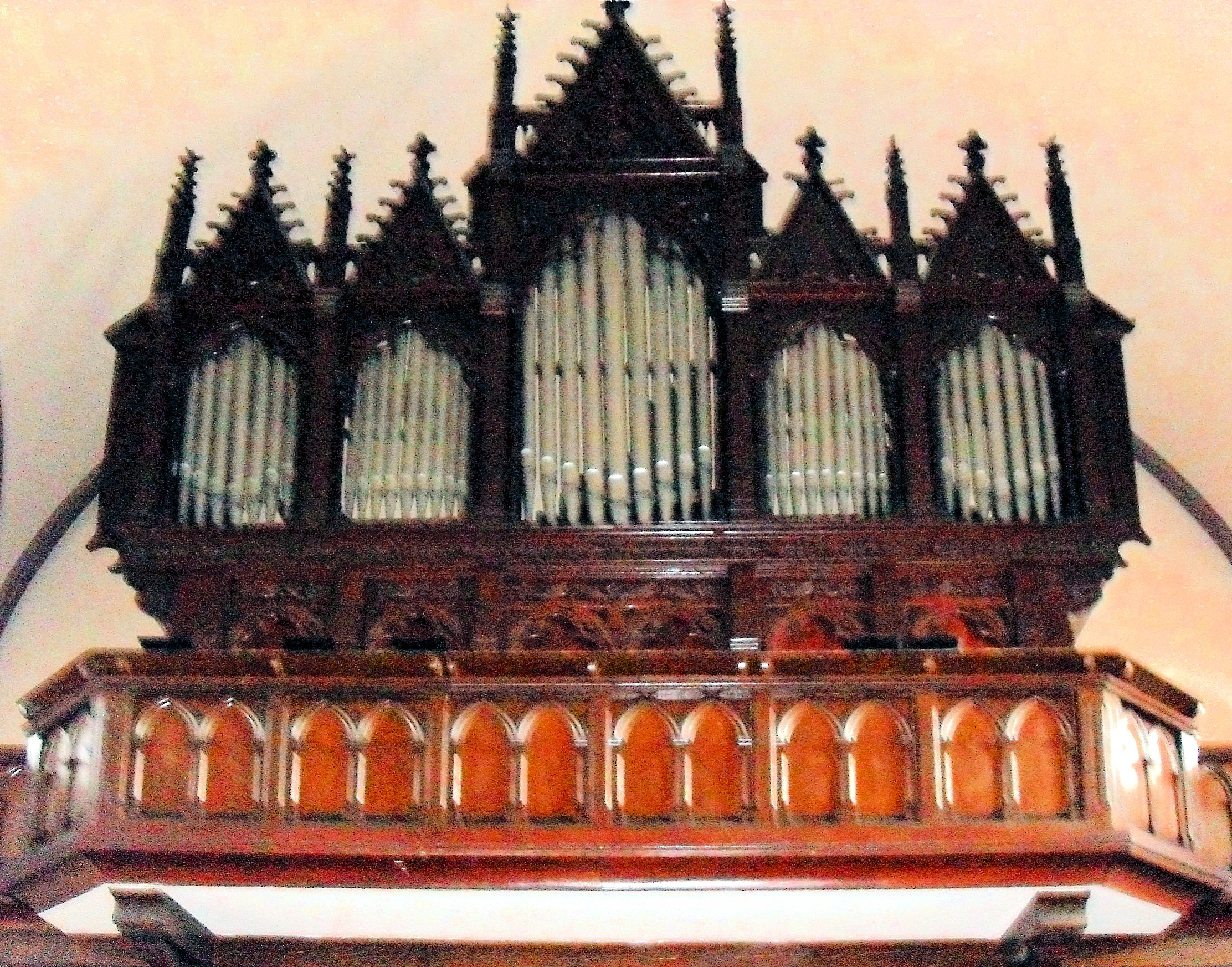
Orgel